# Sociedad de Investigación Ortopédica
La Sociedad de Investigación Ortopédica (del inglés Orthopaedic Research Society, ORS) es una organización estadounidense dedicada al avance de la investigación ortopédica. La misión de ORS es avanzar en la agenda global de la investigación ortopédica a través de la excelencia en investigación, educación, colaboración, comunicación y promoción. La ORS se dedica a incrementar los recursos para investigación, y aumentar la conciencia de la importancia e impacto de este tipo de investigación en pacientes ortopédicos y el público en general. Además, la ORS promueve y fomenta el desarrollo y la disponibilidad de los científicos-clínicos y científicos de básicos para asegurar que hay continuidad en los esfuerzos de investigación cuyos resultados constituirán la base para proporcionar la más alta calidad en cuidados músculo-esqueléticos.
Disponen de una publicación regular desde 1983, Journal of Orthopaedic Research (JOR).